# Reichsfilmkammer

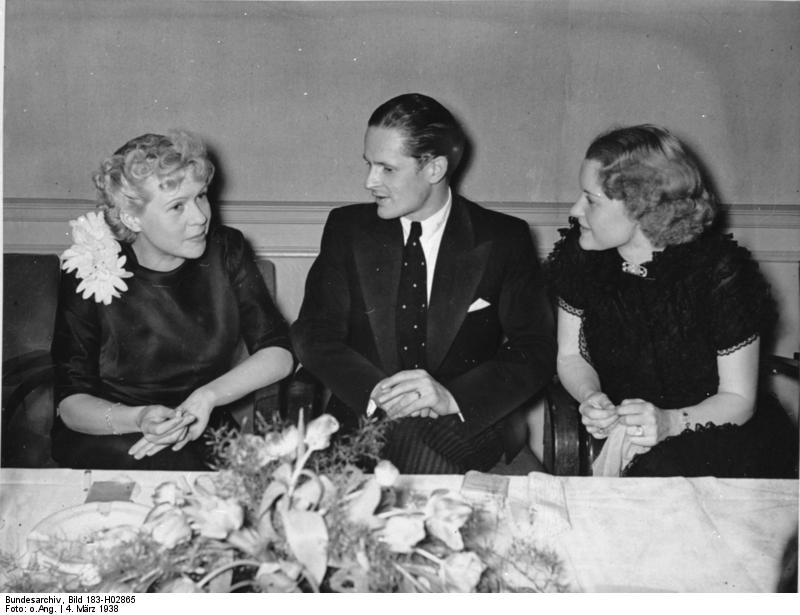
Ministerio del Reich para la Ilustración Pública y Propaganda (RFK)

La Reichsfilmkammer (RFK) o Cámara de Cine del Reich era una corporación estatal controlada por el Ministerio del Reich para la Ilustración Pública y Propaganda que regulaba la industria cinematográfica en la Alemania nazi entre 1933 y 1945. La afiliación a la asociación era obligatoria para todos aquellos que quisieran trabajar en películas de cualquier tipo; la falta de afiliación significaba, a todos los efectos, la prohibición de trabajar. Con sede en Berlín, el establecimiento de la RFK fue un elemento importante del proceso denominado como Gleichschaltung y la política cinematográfica nazi.

## Historia
El antecesor de la RFK fue la Spitzenorganisation der Filmwirtschaft (SPIO; "Alta Organización de la Industria del Cine") fundada por Erich Pommer en 1923. Establecida como un grupo de interés de productores de cine, la asociación se disolvió después de la toma del poder por parte de los nazis. Fue restablecida en Alemania Occidental en 1950.
La Reichsfilmkammer se estableció sobre la base de la Gesetz über die Errichtung einer vorläufigen Filmkammer ("Ley para el Establecimiento de una Cámara del Cine Temporal") del 14 de julio de 1933. Bajo el Reichskulturkammergesetz ("Ley de la Cámara de la Cultura del Reich") del 22 de septiembre En 1933, la Cámara del Cine se integró como una subdivisión de la recién fundada corporación de la Cámara de la Cultura del Reich (Reichskulturkammer). El establecimiento de la RFK fue precedido por una ordenanza del Ministerio del Reich para la Ilustración Pública y Propaganda, que prohibía a los judíos y extranjeros cualquier participación en la industria cinematográfica alemana.
La RFK editó la revista Film-Kurier, una de las principales revistas cinematográficas fundada en 1919 y "arianizada" en 1933. Además, los programas más populares de la Illustrierter Film-Kurier se vendieron en los cines alemanes.
La Reichsfilmkammer fue oficialmente disuelto por la Ley nº 2 aprobada por el Consejo de Control Aliado el 10 de octubre de 1945; la "Ley para el Establecimiento de una Cámara del Cine Temporal" fue derogada por la Ley nº 60 el 19 de diciembre de 1947.

## Funciones
La Reichsfilmkammer tuvo un papel clave en la política cinematográfica de la propaganda nazi. Su misión fue principalmente:
- El establecimiento del control obligatorio sobre todos aquellos activos en cualquier aspecto de la producción cinematográfica (producción, distribución, cine) organizada en el Reichsfachschaft Film (RFF)
- La regulación de la industria del cine (por ejemplo, precios de admisión, composición de programas, publicidad, etc.)
- La regulación de los contratos, por ejemplo, entre cineastas y productores de cine, o entre propietarios de teatro e inquilinos.
- La supervisión del Banco Crediticio del Cine (Filmkreditbank GmbH, FKB) para la financiación de proyectos.

## Dirección
Los presidentes de la Reichsfilmkammer que informaron directamente a la Cámara de Cultura del Reich, presidida por el ministro Joseph Goebbels, fueron los siguientes:
- Fritz Scheuermann, abogado, (1933-1935)
- Oswald Lehnich, también ministro de economía en Württemberg (1935-1939)
- Carl Froelich, director de cine (1939-1945)

Los miembros del Consejo Presidencial (Präsidialrat) fueron, entre otros: Karl Ritter, Karl Hartl, Carl Auen y Theodor Loos. La RFK tenía sucursales en Breslau, Düsseldorf, Frankfurt, Hamburgo, Königsberg, Leipzig, Munich y Viena.

## Departamentos
La Reichsfilmkammer comprendía 10 departamentos:
- Administración General
- Política y cultura
- Cuidado artístico de la cinematografía
- Industria del cine
- Reichsfachschaft Film
- Producción cinematográfica
- Distribución de películas nacionales
- Salas de cine
- Tecnología de cine y películas
- Cine cultural y comercial